# Carratraca
Carratraca – gmina w Hiszpanii, w prowincji Malaga, w Andaluzji, o powierzchni 22,44 km². W 2011 roku gmina liczyła 860 mieszkańców.